# Hungria 10–1 El Salvador (1982)
Hungria 10 X 1 El Salvador foi o placar da primeira partida de futebol da primeira fase do Grupo 3 da Copa do Mundo de 1982. O jogo aconteceu em 15 de junho de 1982 e entrou para a história por ser a maior goleada da história das Copas do Mundo.
Dos 10 gols marcados pela Hungria, sete foram no segundo tempo da partida (três deles marcados por László Kiss). Também feito no segundo tempo, o gol de honra de El Salvador, marcado por Luis Ramírez Zapata, é o único do país nas duas Copas em que disputou.

## Detalhes
| 15 de Junho de 1982 | Hungria | 10–1      | El Salvador | Nuevo Estadio, Elche                    |
| 21:00 CEST          | Nyilasi 4' (cabeça), 83' (cabeça) · Pölöskei 11' · Fazekas 23', 54' · Tóth 50' · L. Kiss 69', 72', 76' · Szentes 70' | Relatório | Ramírez 64' | Público: 23,000 Árbitro: Ebrahim Al Doy |

| GK             | 1  | Ferenc Mészáros     |
| DF             | 2  | Győző Martos        |
| DF             | 3  | László Bálint       |
| DF             | 4  | József Tóth         |
| MF             | 5  | Sándor Müller 69'   |
| DF             | 6  | Imre Garaba         |
| FW             | 7  | László Fazekas 32'  |
| MF             | 8  | Tibor Nyilasi 1'    |
| FW             | 9  | András Törőcsik 55' |
| FW             | 11 | Gábor Pölöskei      |
| DF             | 14 | Sándor Sallai       |
| Substituições: |    |                     |
| FW             | 10 | László Kiss 55'     |
| MF             | 12 | Lázár Szentes 69'   |
| Técnico:       |    |                     |
| Kálmán Mészöly |    |                     |

| GK                        | 1  | Luis Guevara Mora       |
| DF                        | 2  | Mario Castillo          |
| DF                        | 3  | José Francisco Jovel    |
| DF                        | 4  | Carlos Recinos          |
| MF                        | 6  | Joaquín Ventura 79'     |
| MF                        | 8  | José Luis Rugamas 27'   |
| FW                        | 9  | Ever Hernández          |
| MF                        | 10 | Norberto Huezo          |
| FW                        | 11 | Mágico González         |
| FW                        | 13 | José María Rivas        |
| DF                        | 15 | Jaime Rodríguez         |
| Substituições:            |    |                         |
| DF                        | 5  | Ramón Fagoaga 79'       |
| FW                        | 14 | Luis Ramírez Zapata 27' |
| Técnico:                  |    |                         |
| Mauricio Alonso Rodríguez |    |                         |

| Assistentes: Charles Corver Henning Lund-Sorensen |

## Recordes e curiosidades
- Maior goleada em uma partida de Copa do Mundo.
- Segundo maior placar já visto num torneio profissional de seleções da FIFA (superado apenas em 2013, no jogo Espanha 10 x 0 Taiti, pela Copa das Confederações).[4]
- Único placar com 2 dígitos em uma Copa do Mundo, sendo a Hungria a seleção com mais gols em um único jogo.
- Segunda partida com mais gols em Copas, empatada com Polônia 5 x 6 Brasil (1938) e Hungria 8 x 3 Alemanha Ocidental (1954), perdendo apenas para Áustria 7 x 5 Suíça (1954).
- O hat-trick de Kiss é o único na Copa do Mundo a ser feito por um jogador que saiu do banco de reservas, sendo também o com menor diferença entre primeiro e terceiro gol e um dos oito marcados em apenas um tempo.
- A Hungria igualou o feito da Áustria (contra a Suíça, pelas quartas-de-final da Copa de 1954) ao marcar quatro gols num intervalo de 7 minutos. Esse recorde foi superado pela Alemanha, que em 2014 levou seis minutos para marcar quatro gols (contra o Brasil, pelas semifinais).
- Empatado com outros cinco jogos, é a disputa que possui o maior número de jogadores fazendo gols em um única partida de Copa: sete. A Hungria tornou-se a segunda seleção com mais jogadores fazendo gols em uma única partida (seis jogadores), estando atrás somente da Iugoslávia, que em 1974, ganhou do Zaire por 9–0, com sete jogadores marcando.
- Manteve a condição de placar inédito mais recente em Copas por mais tempo (40 anos), perdendo-a para Inglaterra 6 x 2 Irã (2022).
- Partida com mais gols de reservas (5) e a que mais teve reservas fazendo ao menos um gol (3).